# Tony Dorsett
Tony Dorsett (Rochester, 7 april 1954) is een Amerikaans voormalig American football-runningback, Hij speelde van 1977 tot 1988 in de NFL, bij de Dallas Cowboys (1977 tot 1987) en de Denver Broncos (1988). Dorsett studeerde aan de universiteit van Pittsburgh waar hij in 1976 de Heismantrofee won. Dorsett werd in 1977 als tweede gekozen in de draft. Dorsett werd in 1994 opgenomen in de Hall of Fame als een van de beste runningbacks ooit.

## Jeugd
Dorsett werd geboren in Rochester, maar groeide op in Aliquippa, Pennsylvania. Dorsett ging naar de Hopewell middelbare school waar hij football en basketbal speelde, Dorsett startte als Cornerback omdat zijn coaches hem te licht vonden om runningback te spelen, in de eerste wedstrijd van het seizoen had Dorsett een 75 yards rush, vervolgens besloten de coaches om hem toch een kans te geven, dit resulteerde in een seizoen waar Dorsett in totaal 1,238 rushing yards had. Uiteindelijk werd Dorsett zelfs als linebacker gebruikt, hij leidde zijn team in 1972 naar een 9-1 seizoen.
In 2001 werd zijn nummer 33 uit de roulatie genomen. Het diende als een eerbetoon aan Dorsett, die als speler van onschatbare waarde is geweest voor de school en sport in het algemeen.

## Universitaire Carrière
Dorsett werd de eerste freshman in 29 jaar die als All-American werd benoemd (Doc Blanchard van Army was de laatste in 1944). Hij eindigde als 2e in het land met 1,586 rushing yards, hij leidde tevens de Pittsburgh Panthers naar hun eerste winnende seizoen in 10 jaar.
Aan het begin van zijn freshman seizoen werd zijn zoon Anthony geboren, dit leverde veel kritiek op omdat Tony 18 jaar was toen het kind geboren werd en niet getrouwd was met de moeder van het kind, sommige fans riepen zelfs dat hij een baantje moest zoeken en moest stoppen met studeren om geld te verdienen voor het jonge gezin.
Na drie wedstrijden te hebben gespeeld in zijn sophomore seizoen verbrak hij het Pittsburgh career rushing record dat was gezet door Marshall Goldberg die een belangrijke speler was toen Pittsburgh in 1937 nationaal kampioen werd.
Als een senior in 1976, leidde hij zijn team naar het nationale kampioenschap en won hij de Heismantrofee, de Maxwelltrofee en de Walter Camp trofee. Dorsett eindigde zijn universitaire carrière met 6,082 totale rushing yards, dit was toen een NCAA record. Dit record zou tot 1998 blijven staan totdat Ricky Williams het verbrak.
Dorsett was de eerste speler van Pittsburgh wiens nummer uit de roulatie genomen werd, nadat hij vier keer voor 1000 yards rushte en vier keer werd verkozen tot All-American. Hij wordt gezien als een van de beste running backs ooit in College football. In 2007 stond hij als 7e genoteerd in de lijst van ESPN's top 25 college football spelers ooit. In 1994, werd hij toegelaten tot de College Football Hall of Fame.

## Professionele carrière
Dorsett stelde zich verkiesbaar voor de 1977 NFL Draft, hij werd door velen gezien als een speler die te klein was om succesvol te zijn in de NFL, Dorsett had voor de draft ook al aangegeven niet te willen spelen voor de Seattle Seahawks.
Dorsett werd als tweede gekozen door de Dallas Cowboys, die van pick geruild hadden met de Seattle Seahawks, De Cowboys ruilden 4 spelers om de nummer 2 pick in handen te krijgen. Dorsett tekende een 5-jarig contract waarmee hij 1.1 miljoen dollar zou verdienen. Hij werd de eerste speler in de historie van de NFL wiens salaris zich in de miljoen bevond.
Dorsett won een Super Bowl (XII), werd zes keer verkozen tot Pro-Bowler en vestigde meerdere records.
Dorsett kwam in zijn carrière tot 12,739 rushing yards, 92 touchdowns en 3,554 receiving yards.

## Privéleven
Tony's zoon Anthony speelde van 1996 tot 2003 ook in de NFL en verscheen in twee Super Bowl's  (Super Bowl XXXIV) met de Tennessee Titans en (Super Bowl XXXVII) met de Oakland Raiders. Dorsett heeft sinds zijn pensioen veel problemen gehad met zijn gezondheid. Net als verscheidene andere oud-spelers van American football, boksen en ijshockey bleek dat Dorsett hersenschade had opgelopen.